# 3850 Peltier
A 3850 Peltier (ideiglenes jelöléssel 1986 TK2) a Naprendszer kisbolygóövében található aszteroida. Edward L. G. Bowell fedezte fel 1986. október 7-én.